# Pieter Frans Poelman
Pieter Frans Poelman (Gent, 7 februari 1801 – aldaar, 9 augustus 1826) was een Vlaams kunstschilder uit de romantiek, gespecialiseerd in stadsgezichten.

## Persoonsgegevens
Hij was de zoon van Pieter Antoon, timmerman, en van Johanna Francisca Jonckx

## Levensloop

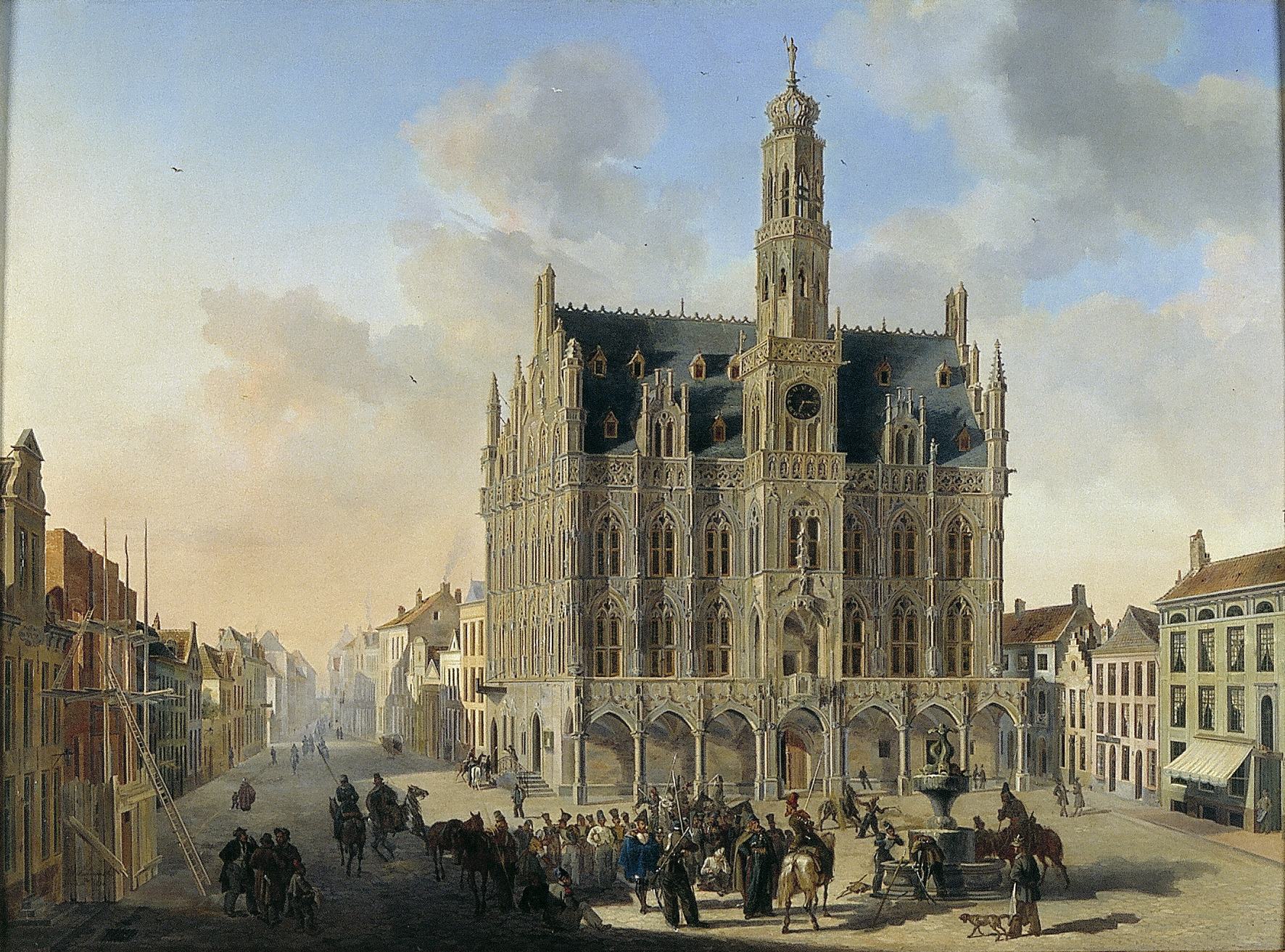
Het stadhuis te Oudenaarde, 1824

Poelman leerde schilderen bij H. Van der Vin (1790-1871), een Antwerpse schilder van genretaferelen, dieren en landschappen, die in Gent woonde. Als zestienjarige debuteerde hij met een kopie naar een vruchtenstilleven van Willem Van Aelst, uit de verzameling van zijn leraar. Wellicht onder invloed van zijn stadsgenoot Pieter-Frans De Noter ging Poelman zich specialiseren in het schilderen van vedute (stadsgezichten). Daarbij komen vooral gezichten uit zijn geboortestad en uit Brugge, Bergen (Mons) en Oudenaarde voor.
De overlevering wil dat Poelman stierf uit liefdesverdriet, uit wanhoop nooit met zijn geliefde te kunnen huwen, aangezien het helemaal niet klikte tussen hem en haar vader, die Poelman zou uitgebuit hebben. Misschien is dit enkel een romantische overlevering maar in elk geval overleed de veelbelovende Poelman zeer jong, wat zijn werken zeer zeldzaam maakt.
Gedurende zijn leven kende Poelman een zekere faam bij lokale Gentse verzamelaars.

## Tentoonstellingen
Hij debuteerde in 1817 met een kopie van een 17de-eeuws stilleven. Poelman was met zijn werken ook aanwezig in de zogenaamde "Salons", groepstentoonstellingen van levende kunstenaars, zowel in de Franse als deze in "België" (al ontstond België als dusdanig pas in 1830) en die geïnspireerd waren op de Franse salons. Vooral die van Gent, Antwerpen, Brussel, en de "Nederlandse" pendants in Amsterdam en Haarlem waren van belang, al waren ze in Poelmans tijd nog niet zo belangrijk en uitgebreid als in de tweede helft van de eeuw.
In het Gentse Salon van 1823 toonde Poelman een "Gezicht op de Rue de Nimy in Mons" en in dat van 1824 te Brussel een "Gezicht op het Stadhuis van Oudenaarde"; het laatste werk werd toen aangekocht voor de Rijksverzameling van Kunstwerken van Moderne Meesters, gevestigd in het paviljoen "Welgelegen" te Haarlem (in 1885 in het Rijksmuseum te Amsterdam geïncorporeerd).
Zijn deelnames aan de "Tentoonstellingen van Levende Meesters" zijn als volgt: "Gezicht op de overblijfsels van de Heilig Bloedkapel in Brugge" (Amsterdam, 1824), "Gezicht van de Sint-Michielsgracht en de Predikherenbrug te Gent" (Amsterdam, 1824), "Een gasthuis nabij Gent met krijgsgevangenen" (Haarlem, 1825), "Interieur van een kerk in Henegouwen" (Haarlem, 1825), "Gezicht op een stadspoort" (postuum ingediend in Amsterdam 1831 door ene J.d.V.)
En in de Noord-Franse Salons –ook nog postuum: "Kerkinterieur met Spaanse personages" (Rijsel (Lille) 1822), "De Korenmarkt en de Sint-Niklaaskerk te Gent" (Rijsel (Lille) 1825), "Kerkgebouw", "Ambulance van de Kozakken" en "Korenmarkt in Gent" (Douai 1827), "Ambulance van de Kozakken" en "Korenmarkt in Gent" (Douai, 1829).
Henri Hymans citeert ook nog een "Gezicht op de Sint-Michielskerk en omgeving te Gent" (1820).

## Situering
Poelman heeft een plaats in de groep Belgische veduteschilders van de romantiek: Pieter-Frans de Noter (1779-1842), Serafin Vermote (1788-1837), Frans Vervloet (1795-1872), François Bossuet (1798-1889), Yvon-Ambroise Vermeersch (1810-52), die korte tijd leerling van Poelman was in Gent, François Stroobant (1819-1916) en François Boulanger (1819-84).
Net als bij zijn collega's lag Poelmans verdienste op het terrein van het schilderen van stadsgezichten die getuigen van een romantische, pittoreske visie en een uitstekende schilderstechniek verraden. Zijn stadsgezichten hebben een grote iconografische waarde verworven. Naast vedute en interieurs schilderde Poelman ook portretten.

## Musea
- Amsterdam, Rijksmuseum: "Stadhuis van Oudenaarde"
- Brussel, Verzameling van de Nationale Bank van België
- Gent, Museum van de Bijloke: "Oude Beestenmarkt te Gent" (1821)